# 極速快感 (1994年遊戲)
《極速快感》是竞速游戏极品飞车系列的第一作，1994年在3DO游戏机上发行，后移植到DOS、PlayStation和世嘉土星。
遊戲只有和電腦賽車或計時賽两种模式。遊戲可選擇手排或自排檔來操作，但即便是自排檔，發動時也要手動操作，倒車也要手動打倒車檔，可以看出EA將這款遊戲當成了駕駛模擬軟件。遊戲前三條道路有警車追擊要素；只有8台車輛可選擇包括Toyota Supra、Mazda RX7、雪芙蘭科爾維特C4、Porsche 911(993)、藍柏基尼、法拉利等。
遊戲由艺电和汽車雜誌《Road & Track》合作制作。作品收集系列只從二代開始，原因是艺电想要再發行一次，就要徵求對方的同意，這也解釋了為何從英文The Need for Speed變成了Need for Speed，這也是為了版權問題而修改名稱。
游戏收到正面评价。《电子游戏月刊》给予本游戏3DO版本平均8分的分数。